# آزت
آزت (به انگلیسی: Azete) با فرمول شیمیایی C۳H۳N یک ترکیب شیمیایی با شناسه پاب‌کم ۲۰۱۸۵۳۷۴ است. که جرم مولی آن ۵۳٫۰۶۲۶۲ گرم بر مول می‌باشد. 